# التصاق الطحال بالغدد التناسلية

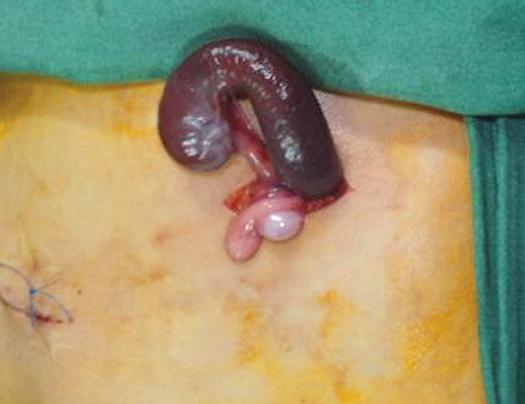
صورة إجمالية لإجراء عملية جراحية للطحال الملتصق بالخصية اليسرى لطفل عمره سنة واحدة مصاب بالتحام الطحال

التصاق الطحال بالغدد التناسلية هو تشوه خلقي نادر يتضمن اتصالاً غير طبيعي بين الطحال والغدة التناسلية. وهو يبدو ككتلة تتكون من أنسجة طحالية أو خصوية أو مبيضية. تم تقسيم التصاق الطحال بالغدد التناسلية إلى نوعين؛ متصل، حيث يوجد اتصال مباشر بين الطحال والغدة التناسلية؛ وغير متصل، حيث تلتحق الأنسجة الطحالية خارج الرحم بالغدد التناسلية، ولكن لا تتصل بالطحال.
على الرغم من تأثير هذا النوع من التشوهات على كلا الجنسين، إلا أنه أكثر شيوعًا في الذكور. ونادرًا ما يتم تشخيصه قبل العملية الجراحية، وإجراء العملية الجراحية ضروري لتحديد ما إذا كان هذا الالتصاق خبيثًا. تاريخيًا، كانت هناك حالات متعددة حيث تسبب الورم الخصوي في حدوث استئصال غير ضروري للخصية نتيجة للاشتباه في وجود ورم بالخصية. وعلى أية حال، يمكن اقتطاع الأنسجة الطحالية من الغلالة البيضاء لمنع حدوث الورم.
تم توثيق 150 حالة فقط تقريبًا من حالات التصاق الطحال بالغدد التناسلية. كان أول من ذكر هذا الوضع الشاذ اختصاصي علم الأمراض يوجين بوستروم (Eugen Bostroem) عام 1883، ولكن لم يتم وصف التشوه بالتفصيل حتى عام 1889 حين قام دكتور بومر (Pommer) بذلك.